# Sena (Mosambik)
Sena (auch Vila de Sena) ist eine Stadt in der Provinz Sofala in Mosambik.

## Geographie
Sena liegt am südlichen Ufer des Sambesi in einer Meereshöhe von 69 m.

## Bevölkerung
Die Stadt hat 4000 Einwohner.

## Geschichte
Seit dem 11. Jahrhundert war Sena ein arabischer Handelsstützpunkt. Das Gebiet gehörte zum Munhumutapareich. Die Portugiesen übernahmen Sena, wie auch das nordwestlich gelegene Tete, im 16. Jahrhundert, bauten sie zur Stadt aus und errichteten im 18. Jahrhundert hier eine Festung.
Der portugiesische Militär und Gouverneur Francisco Barreto ließ 1572 die arabischen Händler der Stadt von seinen Soldaten mit unvorstellbarer Grausamkeit töten und verstarb hier 1573.

## Wirtschaft und Infrastruktur

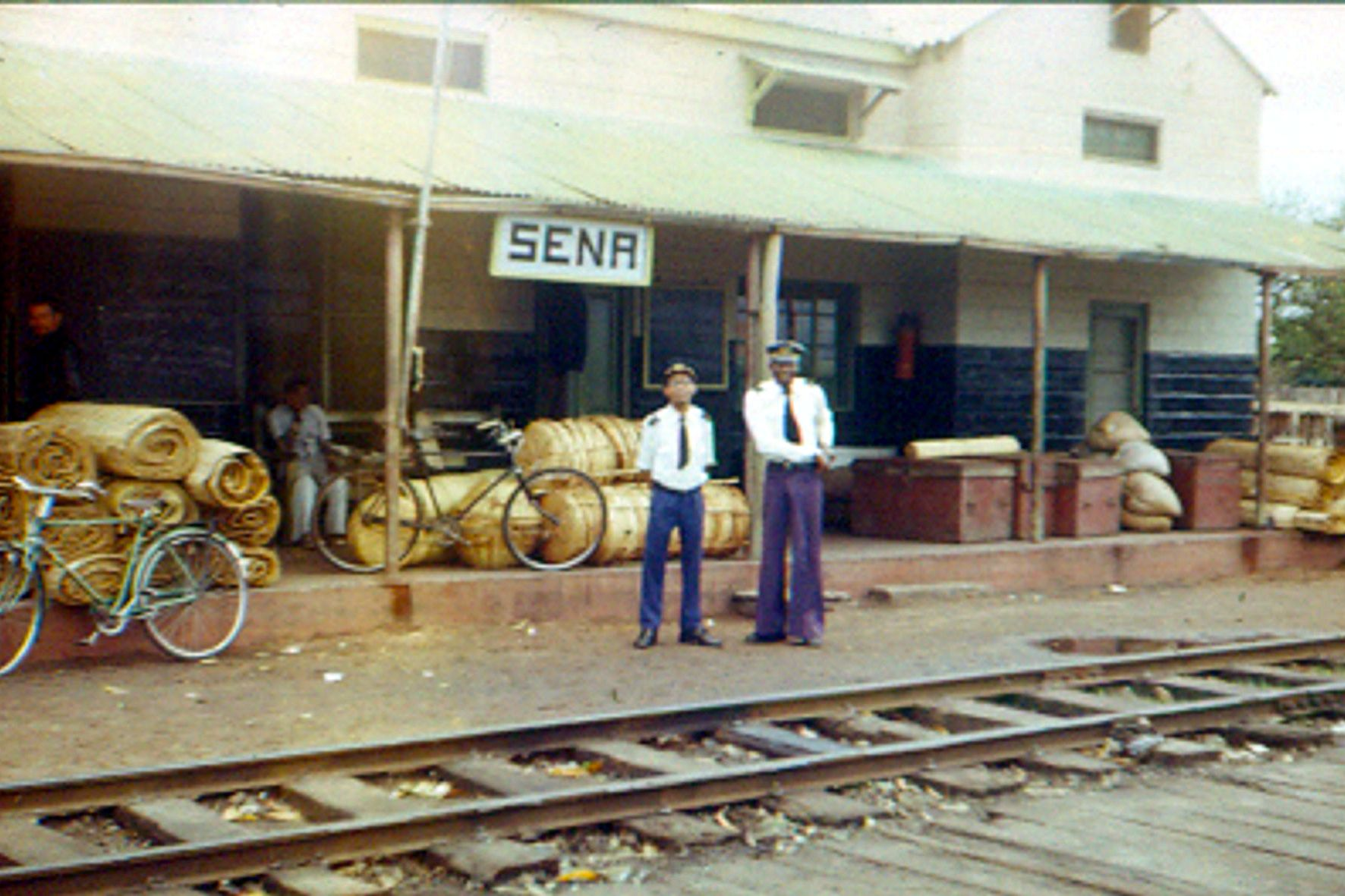
Der Bahnhof von Sena (1982)

Sena ist die zentrale Marktstadt für lokale Produkte in der Region und ein Zentrum des Zuckerrohranbaus (Sena Sugar Estates Ltd.).
Die Stadt liegt an der Eisenbahnlinie von Beira nach Moatize und Malawi der Portos e Caminhos de Ferro de Moçambique-Zentral.
Den Sambesi überquert die Bahn auf der Dona-Ana-Brücke. Diese Brücke, 1935 erbaut, ist 3,7 Kilometer lang und damit die längste Afrikas. Sie wurde mit mehreren Eisenbögen und Stützpfeilern errichtet und ist 2006/07 für den Straßenverkehr erweitert worden. Am anderen Ufer liegt Nhamayabue, das frühere Dona Ana. Dort gibt es ein 1000 Meter langes Flugfeld und einen Flusshafen.
Während der Regenzeit, vor allem im Januar, sind die Wege dieser Gegend häufig unpassierbar, weil der Sambesi dann weit über die Ufer tritt.